# Hinter dem Wieh Brock
Hinter dem Wieh Brock ist ein Naturschutzgebietes in der niedersächsischen Gemeinde Hepstedt in der Samtgemeinde Tarmstedt im Landkreis Rotenburg (Wümme).

## Allgemeines
Das Naturschutzgebiet mit dem Kennzeichen NSG LÜ 193 ist 22 Hektar groß. Das Gebiet steht seit dem 29. Juni 1993 unter Naturschutz. Zuständige untere Naturschutzbehörde ist der Landkreis Rotenburg (Wümme).

## Beschreibung
Das Naturschutzgebiete liegt westlich von Hepstedt im Bereich der Hepstedter Weiden und stellt den Rest einer alten Kulturlandschaft unter Schutz, die zur Zeit der Moorkultivierung im Niederungsgebiet westlich von Hepstedt vorherrschte. So sollen insbesondere die Magerweiden, Birken- und Erlenbestände sowie Gagelbüsche und der vorhandene Altbaumbestand, der überwiegend von Eichen gebildet wird, erhalten werden. Das im Naturschutzgebiet liegende Grünland wird beweidet.